# Ethel Catherwood
Ethel Catherwood, född 28 april 1908 i Hannah i North Dakota, död 26 september 1987 i Grass Valley i Kalifornien, var en kanadensisk friidrottare.

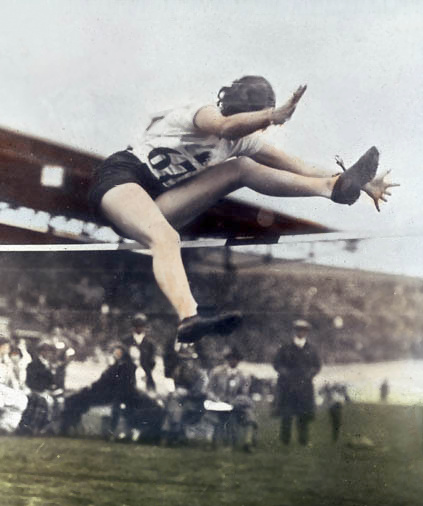
Ethel Catherwood under OS 1928, där hon vann guld

Catherwood blev olympisk mästare i höjdhopp vid olympiska sommarspelen 1928 i Amsterdam.